# Пущино (Маріїнсько-Посадський район)
Пу́щино (рос. Пущино, чув. Пущӑн Сали) — присілок у складі Маріїнсько-Посадського району Чувашії, Росія. Входить до складу Приволзького сільського поселення.
Населення — 23 особи (2010; 40 у 2002).
Національний склад:
- росіяни — 97 %